# Stora Bosskär
Stora Bosskär är öar i Finland. De ligger i Skärgårdshavet och i kommunen Kimitoön i landskapet Egentliga Finland, i den sydvästra delen av landet. Öarna ligger omkring 64 kilometer söder om Åbo och omkring 150 kilometer väster om Helsingfors. 
Arean för den av öarna koordinaterna pekar på är 3,5 hektar och dess största längd är 280 meter i sydöst-nordvästlig riktning.